# John Aloisi
John Aloisi, né le 5 février 1976 à Adelaïde, est un footballeur australien évoluant au poste d'attaquant. International australien de 1997 à 2007.

## Biographie

### Carrière de joueur
Osasuna a déboursé 2,1 M€ pour l'acquérir en 2001.

### Carrière internationale
Au total, il compte 55 sélections et 27 buts en équipe d'Australie entre 1997 et 2008.
Il est convoqué pour la première fois pour un match amical contre la Macédoine le 12 mars 1997. Il reçoit sa dernière sélection le 6 février 2008 contre le Qatar (victoire 3-0).

## Palmarès

### En club
- Finaliste de la Coupe d'Espagne : 2005 (Osasuna).
- Champion d'Australie (National Soccer League) : 1992 (Adélaïde City FC).
- Champion d'Australie (A-League Premiership) : 2007 (Central Coast Mariners FC).
- Champion d'Australie (A-League Premiership et Championship) : 2010 (Sydney FC).

### En sélection
- International australien (55 sélections, 27 buts) depuis le 12 mars 1997 : Macédoine - Australie.
- Vainqueur de la Coupe d'Océanie en 2004 avec l'Australie.
- Finaliste de la Coupe des confédérations 1997 avec l'Australie.
- A participé à la Coupe du monde de 2006 (4 matchs, 1 but).